# Charles-François-Prosper Guérin
Charles-François-Prosper Guérin (Sens, 1875-1939) fue un pintor postimpresionista francés.

## Biografía
Era hijo de Jean Michel Prosper Guérin. Estudió con Gustave Moreau  en la l'École des Beaux Arts à Paris. Expuso en las Galerías Grafton.
Hijo de Pierre Guérin, banquero de Sens, y de Marthe Apolline Hédiard, Charles-François-Prosper Guérin estudió con Gustave Moreau  en la École des beaux-arts de París , donde entabló amistad con Georges d'Espagnat. Guérin pertenece al movimiento posimpresionista .
Expuso por primera vez en el "Salon des artistes français" en 1896, dos óleos sobre lienzo y dos litografías en color, inspirados en temas religiosos. Al año siguiente ingresó a la Sociedad Nacional de Bellas Artes y exhibió en su salón dos pinturas y cuatro litografías, principalmente retratos. Posteriormente, habiéndose convertido en miembro de esta sociedad, expuso regularmente en este salón: en 1898, mostró una vidriera que representaba a Salomé así como una composición sobre madera titulada Caminantes en un jardín, que estaba destinada a la decoración de un pabellón del Hospital Broca. En el "Salón de Otoño" de 1904, del que fue miembro fundador, expuso nada menos que diez cuadros. Mientras tanto, en 1901, se convirtió en miembro del Comité de Artistas Independientes. En 1913, fue uno de los pintores franceses que expusieron en Nueva York durante el “Armoury Show”.

## Primera Guerra Mundial
Guérin fue movilizado durante la Primera Guerra Mundial desde agosto de 1914 hasta marzo de 1919, destinado entre otros lugares en Dunkerque. El 19 de febrero de 1919 fue nombrado por el Ministerio de Instrucción Pública, y bajo el patrocinio de Frantz Jourdain, Caballero de la Legión de Honor.
Profesor de pintura durante casi veinte años en la Academia de la "Gran Cabaña", terminó su carrera como jefe del taller de pintura de la Academia de Bellas Artes" de 1937 a 1939.

## Fallecimiento
Murió en París el 19 de marzo de 1939

## Obras
Algunas obras de Guérin

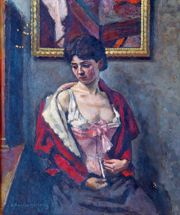
Une femme
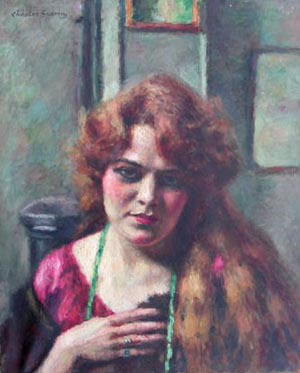
La Femme moderne
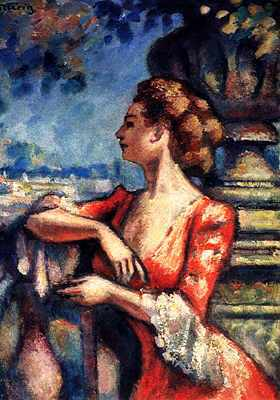
Espérance